# Cecylia
Cecylia – żeński odpowiednik imienia Cecyliusz. Obchodzi imieniny 10 czerwca i 22 listopada.
Odpowiedniki w innych językach:
- esperanto: Cecila[1]
- francuski: Cécile

## Osoby o imieniu Cecylia
- Cecilia Bartoli – śpiewaczka operowa
- Cécile de France – belgijska aktorka
- Cecylia Gallerani – znana jako Dama z gronostajem, sportretowana przez Leonarda da Vinci
- Cecylia Grabowska – polska malarka amatorka
- Sesił Karatanczewa – bułgarska tenisistka
- Cecylia Malik – polska artystka, kurator sztuki
- Cecylia z Meklemburgii-Schwerinu – niemiecka księżniczka
- Cecylia von Oldenburg – szwedzka księżniczka
- Cecylia Paulina – małżonka cesarza Maksymina Traka
- Cecylia Renata Habsburżanka – królowa polska, żona Władysława IV Wazy
- Cecylia Rozwadowska – porucznik AK
- Cécile Vogt – francuska neurolog
- Cecylia Walewska – polska pisarka
- Cecylia Wojewoda – polska tłumaczka

### Święte i błogosławione Kościoła katolickiego
- św. Cecylia z Rzymu (†230/231) – rzymska męczennica.
- św. Cecylia Yu So-sa (†1839) – koreańska męczennica.